# 텔레티카

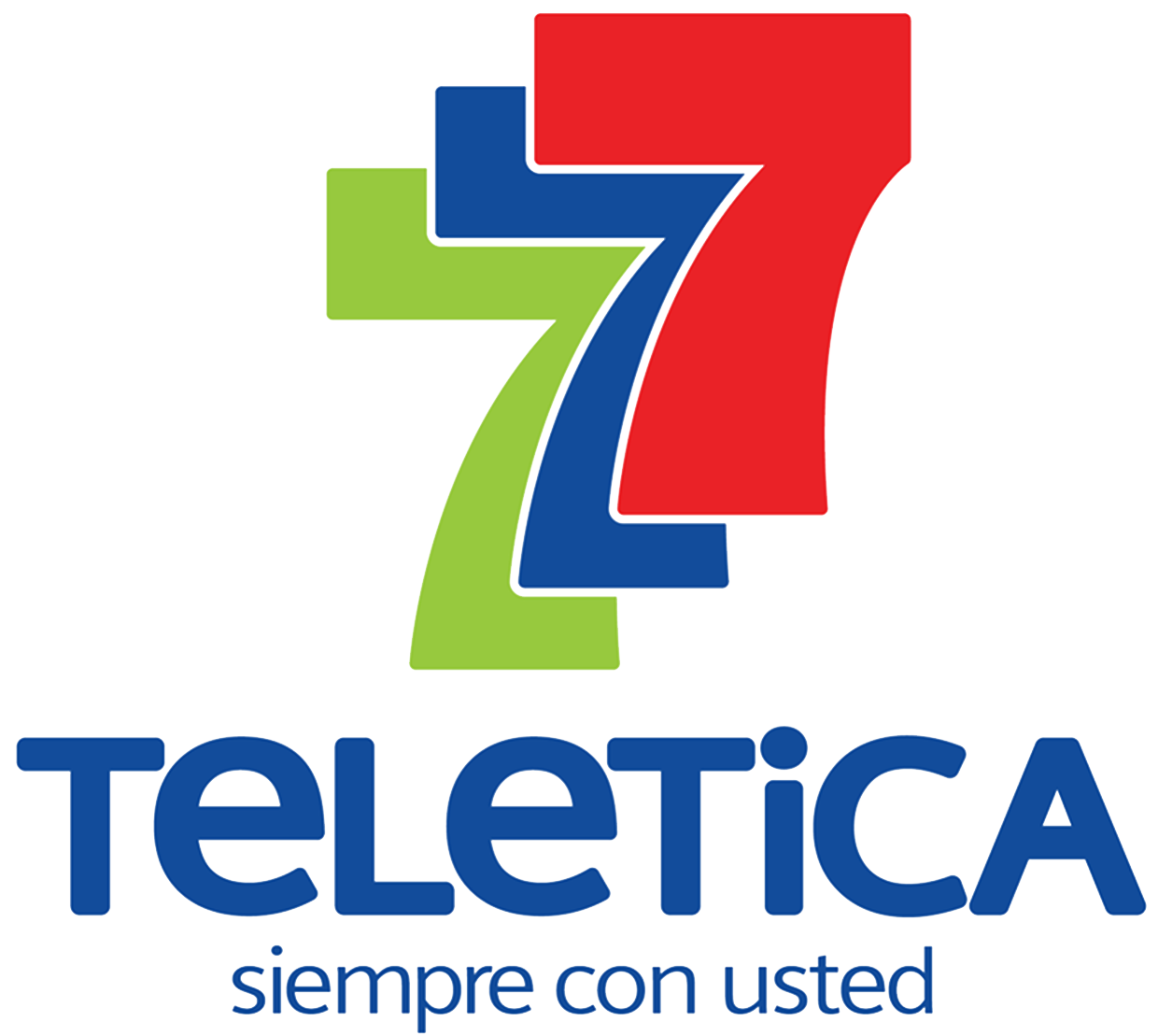

텔레티카(스페인어: Teletica)는 코스타리카의 텔레비전 채널이다.